# Murfatlar
Murfatlar (pronunciación: [murfatˈlar]; conocida entre 1924-1965 y 1980-2007 como Basarabi) es una ciudad con estatus de oraș rumana perteneciente al județ de Constanța.
En 2011 tiene 10 216 habitantes, el 84,3% rumanos y el 5,5% tártaros.
Es una localidad portuaria del canal Danubio-Mar Negro y en sus inmediaciones hay un monasterio medieval de la época del Primer Imperio búlgaro. Esta localidad es el lugar de nacimiento del político Traian Băsescu, presidente del país entre 2004 y 2014.
Se ubica unos 10 km al oeste de Constanza.